# Per Møller Jensen (politiker)
 For alternative betydninger, se Per Møller Jensen. (Se også artikler, som begynder med Per Møller Jensen)
Per Møller Jensen (født 14. juni 1955 i Nykøbing Sjælland) er en dansk socialdemokratisk politiker som er forhenværende viceborgmester i Viborg Kommune og fra 2022 medlem af regionsrådet i Region Midtjylland.
Per Møller Jensen var medlem af Viborg byråd fra 1994 til 2021. Han blev i 2011 1. viceborgmester som afløser for Karin Gaardsted da hun forlod byrådet fordi hun blev valgt til Folketinget ved folketingsvalget 2011. I 2012 blev han også udpeget som Socialdemokratiets nye spidskandidat efter Gaardsted til kommunalvalget 2013. Efter valget blev Per Møller Jensen 2. viceborgmester. Borgmester blev Søren Pape Poulsen som gik af i 2014 da han blev valgt til formand for Det Konservative Folkeparti, men der skete ingen ændring af Per Møller Jensens 2. viceborgmester-post i den forbindelse. Efter kommunalvalget 2017 blev Per Møller Jensen igen 1. viceborgmester.
Han genopstillede ikke til Viborg byråd ved kommunal- og regionsrådsvalg 2021, men satsede i stedet på at komme i regionsrådet i Region Midtjylland som han blev valgt til.
Per Møller Jensen blev i 2019 udnævnt til ridder af Dannebrog efter at have siddet i Viborg byråd i 25 år.

## Erhvervskarriere
Per Møller Jensen er uddannet lærer på Aalborg Seminarium. Han var ansat på Viborg Handelsskole fra 1987 til 2003. I 2004 blev han forstander på VUC Skive-Viborg, og fra 2013 var han været beboerkonsulent ved Boligselskabet Sct. Jørgen i Viborg.